# Свети Георги (Кромидово)
Вижте пояснителната страница за други значения на Свети Георги.
„Свети Георги“ е възрожденска църква в петричкото село Кромидово, България, част от Неврокопската епархия на Българската православна църква. Обявена е за паметник на културата.

## Местоположение
Църквата е гробищен храм, разположен на 2 km югозападно от селото.

## Архитектура
Построена е през 1860 година. В архитектурно отношение представлява трикорабна псевдобазилика. В интериора таваните са апликирани, като този над централния кораб е с изображение на Христос Вседържител. В църквата има и стенописи – 10 сцени и 4 медальона. Иконостасът е частично резбован, има подиконни пана и 29 стилово оригинални икони. Владишкият трон, проскинитарият и амвонът са изрисувани.